# Sonya Koshkina
Sonya Koshkina (en ucraniano: Со́ня Ко́шкіна, nacido el 8 de julio de 1985 en Kiev) es el seudónimo de Ksenia Mykytivna Vasilenko (Ксенія Микитівна Василенко), una periodista ucraniana, que también es copropietaria y jefa de redacción de la revista en línea Livyi Bereh (LB.ua).

## Juventud y educación
El padre de Ksenia Vasilenko es Mykita Kimovych Vasilenko, profesor de la Universidad de Kiev (UDK). Durante el período de 1998-2002, ella estudió en la Escuela de Jóvenes Periodistas «Yun-Press» en el Palacio de niños y jóvenes de Kiev. Después de graduarse, enseñó allí durante dos años.

## Carrera
Se desempeñó como corresponsal del periódico El día ("День", 2003–05). En septiembre de 2005, comenzó a trabajar para una publicación en línea, el Observador («Obozrevatel»). Fue entonces, a sugerencia del redactor jefe del sitio, Oleg Medvedev, que tomó un seudónimo.
Koshkina se graduó en 2007 en el Instituto de Periodismo, UDK. Insatisfecha con su educación, ingresó a la escuela de posgrado de la Academia de Ley de la Universidad Nacional de Odesa, especializándose en «Filosofía del Derecho». Desde 2008, ha estado enseñando en el Instituto Gorshenin en Kiev.
En junio de 2009, dejando el Observador, se convirtió en la redactora jefa y copropietaria de la publicación en línea Livyi Bereh.
En mayo de 2012, defendió su tesis doctoral en la UDK. Su disertación, Publicaciones en Internet como factor en la formación de la cultura democrática y política, recibiendo el grado de Candidato de Ciencias. Sin embargo, en octubre de ese año, el Tribunal de Distrito de Shevchenkivsky, en la demanda del Vicedecano de la Facultad de Filosofía de la Universidad de Kiev, Serhiy Rudenko, revocó la concesión de un título en relación con plagio. En respuesta, Koshkina declaró que había sido acosada por Andriy Portnov, un miembro de la administración presidencial.
Koshkina está afiliado al proyecto YouTube «Kishkina», y es el autor de Maydan. Una historia no contada.

## Vida personal
El 23 de mayo de 2019, Koshkina dio a luz a una hija llamada Esther.

## Obras seleccionadas
- Maydan. Una historia no contada.[9]

## Premios
- 2015, Ganadora del Premio de toda Ucrania «Mujer del Tercer Milenio» en la nominación «Rating»

- 2019, categoría másteres, 100 mujeres más influyentes de Ucrania, revista Focus[11]